# Isla San Pedro Nolasco
Isla San Pedro Nolasco es el nombre que recibe una isla mexicana situada en el golfo de California en la costa del estado de Sonora.
La isla está situada al sur del golfo de California y se encuentra a 15 km desde la costa continental de México. Se trata de un territorio de alrededor de 4,2 kilómetros de largo y 1,2 kilómetros de ancho, con 3,5 km² de superficie total.
San Pedro Nolasco está a 40 kilómetros de Guaymas, la ciudad más cercana. Se encuentra deshabitada por completo y es estéril.
Lleva el nombre del sacerdote francés Pierre Nolasque (en español: Pedro Nolasco), que fundó en Barcelona en el siglo XIII la Orden de los Mercedarios.
En 2005, la isla fue clasificada junta con otras 244 como Patrimonio de la Humanidad por la UNESCO como parte de las islas y áreas protegidas del Golfo de California.